# Miro (album 2015)
Miro je třinácté původní studiové album Miroslava Žbirky, které v roce 2015 vydalo hudební vydavatelství Universal Music.

## Seznam skladeb
CD 1:
1. „Suddenly“
2. „All My Days“
3. „Following Rain“
4. „I'm with You“
5. „The Muse“
6. „Alive“
7. „Just You“
8. „Girl in the Middle“
9. „I've Got a Reason“
10. „Song Made Out of Love“
11. „Let Me Down Real Slow“
12. „What a Way to Go“
13. „That Thing Inside“
14. „Morning Sun, Evening Star“
15. „Fair Play (English Version)“

CD 2:
1. „Voľný deň“
2. „Nádej (Iba ty)“
3. „Live“
4. „Plán“
5. „Aká si príťažlivá“
6. „Prišla z Londýna“
7. „Fair Play“
8. „Vianočná (O prímerí)“

## Obsazení
- Miroslav Žbirka – zpěv, kytara, doprovodné vokály
- Frank Tontoh – bicí
- Manfred Mann – klávesy
- Dean Ross – klávesy, klavír
- Simon Webb – klavír
- Rob Cass – kytara, klávesy, perkuse, doprovodné vokály
- Pearse MacIntyre – baskytara, kytara, klávesy
- Jessica Bennett – zpěv